# Vannino Chiti
Vannino Chiti (ur. 26 grudnia 1947 w Pistoia) – włoski polityk, samorządowiec, były minister i prezydent Toskanii, parlamentarzysta, wiceprzewodniczący Senatu.

## Życiorys
Ukończył studia filozoficzne, kształcił się także w zakresie historii katolicyzmu. Wstąpił do Włoskiej Partii Komunistycznej. W 1970 objął mandat radnego w Pistoia, od 1982 do 1985 zajmował stanowisko burmistrza tej miejscowości. Następnie wybrany do rady regionalnej Toskanii. Od 1992 do 2000 pełnił funkcję prezydenta tego regionu.
Po przekształceniu partii komunistycznej od 1991 należał do Demokratycznej Partii Lewicy, z którą to formacją przystąpił pod koniec lat 90. do Demokratów Lewicy. W 2001 i 2006 był wybierany do Izby Deputowanych XIV i XV kadencji.
Od 17 maja 2006 do 8 maja 2008 był ministrem ds. reform i kontaktów z parlamentem w rządzie Romano Prodiego. W 2007 został członkiem nowo powołanej Partii Demokratycznej. W przedterminowych wyborach w 2008 uzyskał mandat senatora XVI kadencji. Utrzymał go w 2013 na XVII kadencję.